# Porcostoma
Porcostoma is een monotypisch geslacht van straalvinnige vissen uit de familie van zeebrasems (Sparidae). Het geslacht is voor het eerst wetenschappelijk beschreven in 1938 door Smith.

## Soort
- Porcostoma dentata (Gilchrist & Thompson, 1908)